# Doryrhamphus negrosensis
Doryrhamphus negrosensis és una espècie de peix de la família dels singnàtids i de l'ordre dels singnatiformes.

## Subespècies
- Doryrhamphus negrosensis malus (Whitley, 1954)
- Doryrhamphus negrosensis negrosensis (Herre, 1934)[1]